# Guatemala en los Juegos Paralímpicos de París 2024
Guatemala estuvo representada en los Juegos Paralímpicos de París 2024 por dos deportistas, un hombre y una mujer. El equipo paralímpico guatemalteco no obtuvo ninguna medalla en estos Juegos.